# Bob Holly
Pour les articles homonymes, voir Holly.
Robert William « Bob » Howard (né le 29 janvier 1963 à Glendale) est un catcheur (lutteur professionnel) américain, plus connu sous son nom de ring Bob « Hardcore » Holly.
Il commence sa carrière de catcheur dans la deuxième moitié des années 1980. Il lutte à la Smoky Mountain Wrestling au début des années 1990 avant d'être engagé par la World Wrestling Federation / World Wrestling Entertainment (WWF puis WWE à partir de 2002). Il y incarne d'abord Bob « Spark Plug » Holly, un fan de NASCAR. Il remporte avec le 1-2-3 Kid le championnat du monde par équipes de la WWF.
Il change de gimmick en 1998 pour celui de Bombastic Bob et fait équipe avec Bombastic Bart avec qui il devient champion du monde par équipes de la National Wrestling Alliance.
Il est un des membres fondateurs de la J.O.B. Squad avec Al Snow, The Blue Meanie et Duane Gill fin 1998. Ce clan se dissout quelques mois plus tard et Bob commence à se faire surnommer Hardcore Holly après avoir remporté le championnat hardcore de la WWF.

## Jeunesse
Howard grandit en Oregon et devient fan de catch après avoir vu un spectacle à sept ans. Après le lycée, il travaille comme soudeur et vit à Mobile puis à Pensacola,.

## Carrière de catcheur

### Débuts (1986-1994)
Alors qu'il vit à Pensacola, Howard il entre dans une école de catch où il s'entraîne auprès de Bob Sweetan et Rip Tyler. Il fait ses débuts comme catcheur dans la fédération de catch de Tyler. Il lutte ensuite à Memphis à la Continental Wrestling Association avant de devenir jobber à la World Championship Wrestling,. Il y rencontre Jim Cornette qui l'engage quand il fonde la Smoky Mountain Wrestling (SMW).
Il participe aux premiers enregistrements télévisés de la SMW le 30 octobre 1991 où il bat Tim Frye pour l'émission du 8 février 1992. Holly constate que ce que propose Cornette au public n'est pas ce pourquoi le public est prêt à payer et il décide quitter la SMW en avril 1992.

### World Wrestling Federation/Entertainment (1994-2009)

#### Spark Plug Bob Holly (1994-1997)

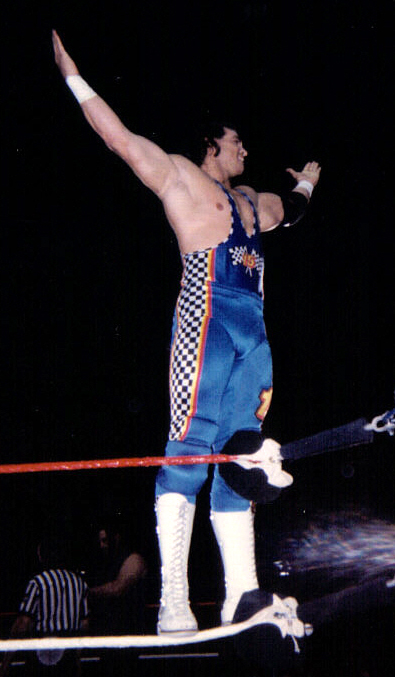
Bob Holly en 1996.

En 1994, Howard donne une cassette vidéo de ses combats à Paul Bearer qui l'a confie à J.J. Dillon, qui est un des recruteurs de la World Wrestling Federation (WWF). Il a ensuite un entretien avec Vince McMahon, le président de la WWF, avant d'être engagé. Il se fait d'abord appeler Thurman « Sparky Plug » Plugg et incarne un fan de NASCAR. Le 16 mai, il se fait éliminer par Bam Bam Bigelow dans un match de qualification pour le tournoi King of the Ring. Il change ensuite de nom de ring pour reprendre celui de Bob Holly.
À la fin de l'année 1994, le championnat du monde par équipes de la WWF est vacant. La WWF organise un tournoi où Holly fait équipe avec le 1-2-3 Kid. Ils éliminent Timothy Well (en) et Steve Dunn au premier tour de ce tournoi le 7 janvier 1995 puis The Heavenly Bodies (en) (Jimmy Del Ray et Tom Prichard) la semaine suivante,. Ils remportent le championnat du monde par équipes de la WWF le 22 janvier au cours du Royal Rumble après leur victoire face à Bam Bam Bigelow et Tatanka en finale de ce tournoi. Leur règne est de courte durée puisqu'ils perdent ce titre le lendemain à Monday Night RAW face aux Smoking Gunns (en) (Bart Gunn et Billy Gunn). La semaine suivante, ils tentent de récupérer ce titre mais ils n'y parviennent pas. Ils ont une dernière chance de devenir à nouveau champion du monde par équipe le 17 avril mais ils ne parviennent pas à vaincre Owen Hart et Yokozuna.
Le 7 mai, il perd face à Jeff Jarrett un match pour désigner le nouveau champion intercontinental. Il bat Mantaur (en) pour se qualifier pour le premier tour du tournoi King of the Ring huit jours plus tard. Il se fait éliminer au premier tour de ce tournoi le 25 juin par The Roadie. Il continue sa série de défaites le 27 août à SummerSlam face à Hunter Hearst Helmsley.
Le 21 janvier 1996 au cours du Royal Rumble, il participe au Royal Rumble match et se fait éliminer par The Ringmaster. Il ne parvient pas à se qualifier pour le premier tour du tournoi King of the Ring après sa défaite face à Steve Austin le 3 juin.

#### New Midnight Express (1998)
Le 17 mars 1998, Holly change de nom de ring pour celui de Bombastic Bob et forme The New Midnight Express (en) avec Bombastic Bart. Ils font partie du clan National Wrestling Alliance managé par Jim Cornette. Le 29 mars au cours de WrestleMania XIV, les New Midnight Express sont les derniers éliminés dans une bataille royale par équipe remporté par Legion of Doom. Le lendemain, ils deviennent champion du monde par équipes de la National Wrestling Alliance (NWA) après leur victoire face à The Head Bangers (Mosh et Thrasher). Ils défendent leur titre avec succès le 26 avril au cours de in Your House 21: Unforgiven face à The Rock 'n' Roll Express (en) (Ricky Morton et Robert Gibson). Ils sont challengers pour le championnat du monde par équipes de la WWF mais ne parviennent pas à vaincre les New Age Outlaws le 28 juin au cours de King of the Ring. Il participe au tournoi Brawl for All et se fait éliminer au premier tour par Bart Gunn le 13 juillet. Leur règne de champion du monde par équipes de la NWA prend fin le 14 août après leur défaite face à The Border Patrol (Agent Gunn et Agent Maxx). Peu de temps après, le clan National Wrestling Alliance est dissout.

#### J.O.B. Squad (1998-1999)
En novembre 1998, Holly forme avec Al Snow et Too Cold Scorpio un clan nommé la J.O.B. Squad. Le 23 novembre, ils interviennent dans le combat triple menace opposant Ken Shamrock, The Big Boss Man et Mankind permettant à ce dernier de conserver son titre de champion hardcore de la WWF. Dans les semaines qui suivent, The Blue Meanie et Duane Gill rejoignent ce clan.
En février 1999, Too Cold Scorpio quitte la WWF tandis que The Blue Meanie et Duane Gill ne sont plus membre du clan laissant Holly et Al Snow. Ils s'affrontent pour le championnat hardcore de la WWF le 14 février à St. Valentine's Day Massacre et Holly sort vainqueur de cette confrontation.

#### Hardcore Holly et équipe avec Crash (1999-2001)
Peu après sa victoire face à Al Snow, Bob Holly se fait surnommer Hardcore Holly. Son premier règne de champion hardcore de la WWF prend fin le 15 mars après sa défaite face à Billy Gunn. Il récupère ce titre le 28 mars à WrestleMania XV en remportant un combat triple menace comprenant aussi Al Snow. Il défend avec succès son titre le lendemain face à Steve Williams. D'Lo Brown est ensuite challenger pour le titre le 12 avril mais il ne parvient pas à vaincre Holly aidé par Al Snow en fin de match. Son règne prend fin après sa défaite face à Snow le 25 avril durant Backlash.
Le 16 août, il présente au public son cousin Crash Holly.

#### SmackDown! (2002-2006)
En 2002 Holly devenait heel dans la nouvelle division WWE SmackDown! et débutait une petite rivalité avec le alors nouvel arrivant, Randy Orton. Quand Crash Holly était drafté de RAW à Smackdown!, il se réunissait avec Hardcore Holly. Résultat, Hardcore Holly redevenait une fois de plus face.
Holly a souffert d'une blessure à la nuque plus tard en 2002 dans un match contre Brock Lesnar. Holly catchait dans un match assez violent contre Lesnar qui lui aura mal porté un powerbomb. Il était absent pour treize mois à la suite d'une opération.
Holly retournait aux Survivor Series en novembre 2003 pour sa revanche. Il défiait Lesnar pour le WWE Championship au Royal Rumble 2004. Pour prouver qu'il pouvait mettre à terre Brock, Holly battait le Big Show dans un street fight à SmackDown!. Au Royal Rumble, Holly ne pouvait pas répondre à la puissance de Lesnar et était finalement battu.
Après ça il formait de courtes ententes avec Billy Gunn, et plus tard Charlie Haas dans la course au WWE Tag Team Championship, qui était infructueuse avec les deux partenaires. Il a aussi failli dans un match pour le WWE Championship de John "Bradshaw" Layfield dans un match Hardcore.
Holly entrait en compétition solo pour le United States Championship du champion Orlando Jordan. Après avoir été battu deux fois par Jordan (par tricherie), Holly a pu remporter une victoire (mais pas le titre) sur Jordan via DQ à WWE Velocity, qui était diffusé le 6 août 2005. En septembre 2005, Holly débutait une autre courte rivalité avec le métrosexuel Sylvan; cette rivalité s'arrêtait quand Holly remportait un falls count anywhere match lors d'une édition de SmackDown!. Holly s'en prenait ensuite au nouvel arrivant de SmackDown!, Mr. Kennedy. Cette rivalité s'arrêtait le 9 octobre 2005 à No Mercy, où Mr. Kennedy battait Holly après un Green Bay Plunge. Après le match, Sylvan se ramenait et attaquait une fois de plus Holly pour le blesser.
Holly a eu depuis recours à plusieurs opérations pour réparer des blessures aux nerfs. Il était hospitalisé après une staphylocoque doré développée dans un bras. L'infection menaçait de mettre fin à sa carrière, les docteurs étaient tellement inquiétés qu'ils pensaient l'amputer. Les traitements étaient un succès, et Holly faisait son retour à la WWE lors d'un supershow RAW/SmackDown! le 31 juillet 2006 dans un dark match, battant Simon Dean.

#### ECW (2006-2007)
Holly faisait une apparence surprise à un house show de la nouvelle division Extreme Championship Wrestling le 21 août 2006 à Allentown, Pennsylvanie, battant Balls Mahoney. Holly faisait ses débuts télévisés à la ECW la nuit suivante, le 22 août, apparaissant dans une promo avec Paul Heyman, et plus tard attaquant Rob Van Dam et Danny Doring pendant un match. Holly, en tant que heel, allait bientôt rejoindre Heyman et ses autres associés pour rivaliser avec RVD et les autres.
En septembre 2006, Holly recevait 24 points de suture du docteur de la WWE Louis Rios dans son dos après avoir souffert d'une sévère coupure lors d'un match à Extreme Rules contre Rob Van Dam. Holly avait la blessure plus tôt dans le match mais continuait de lutter pour 15 minutes de plus avec le sang coulant de son dos, et ce malgré ses récentes infections. Après le match, alors qu'il était évacué, il recevait une ovation debout des fans. Cet incident amenait les fans à encourager Holly dans les semaines suivantes, l'amenant à redevenir face et avoir une rivalité avec l'un des hommes de Paul Heyman, Test. Son dernier passage comme face était de courte durée comme il trahissait Rob Van Dam quand ils étaient partenaires dans un match par équipe.
Quand Sabu était trouvé inconscient avant l'Extreme Elimination Chamber à December to Dismember, il était choisi comme son remplaçant. Holly entrait avec Rob Van Dam comme les premiers combattants. Il était le second à être éliminé, par Test sur un Running big boot.

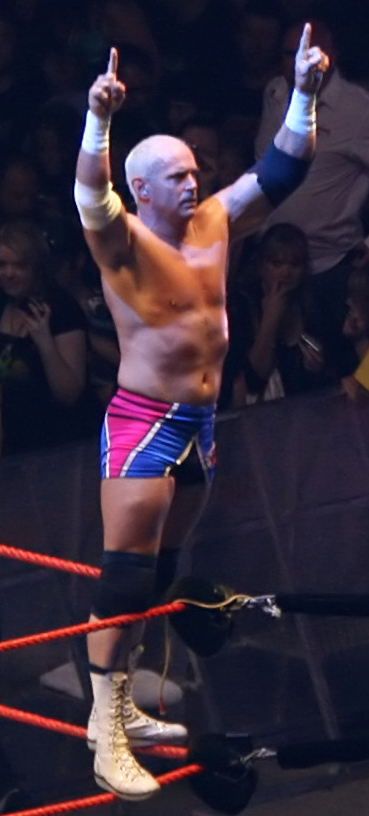
Bob Holly en 2007.

Il entrait en rivalité par la suite avec CM Punk. Holly affligeait à Punk sa première défaite à la ECW, Punk a été invaincu pendant la moitié d'une année. Après que Test remplaçait Holly dans un match contre le ECW champion Bobby Lashley, Holly affirmait qu'il serait champion qu'il affronte Test oo Lashley. Holly était l'un des superstars de la ECW à participer au Royal Rumble 2007, et même s'il s'est bien battu, il était éliminé dans les derniers par The Great Khali. Holly devenait l'aspirant numéro un au titre de Lashley et l'affrontait sans succès.
Le 3 avril 2007, Holly affrontait Snitsky et perdait. Après le match, Snitsky plaçait le bras d'Holly sur les escaliers et le frappait avec une chaise, ce qui lui donnait un (kayfabe) bras cassé. Hardcore Holly avait en fait une opération le 16 avril pour retirer un nerf défectueux à son coude, ce qui le faisait absenter 3 à 4 mois.

#### SmackDown et RAW (2007-2009)
Holly était drafté à Smackdown! de la ECW le 17 juin 2007 à l'occasion du Draft supplémentaire.
Depuis sa « blessure » au bras, Hardcore Holly est revenu le 24 septembre a RAW, gagnant un match en 1 on 1 contre Cody Rhodes.
Avant le match, Holly dit à son adversaire que « Rhodes » signifiait plutôt pour lui un nom de BoysBand. Et que si Cody voulait gagner son respect, il devait le battre, chose faite à présent.
Malgré cela, Hardcore Holly est devenu partenaire de Cody Rhodes. Aux Survivor Series 2007, ils obtiennent un combat de championnat contre les champions par équipe Lance Cade & Trevor Murdoch, qu'ils perdent. La semaine suivante, Holly affronte Cody Rhodes pour lui faire comprendre qu'il n'est pas content d'avoir perdu : il perd une nouvelle fois face au jeune Cody. Finalement,au 15e anniversaire de RAW, ils obtiennent un nouveau combat de championnat qu'ils remportent, sous les yeux de l'"American Dream" Dusty Rhodes, le père de Cody.
Le 5 janvier pour son premier match à WWE Heat en tant que champion par équipe il reçoit une véritable ovation. Il bat Trevor Murdoch apres un Alabama Slam.
Il participe au Royal Rumble 2008 est rentre en numéro 5 mais se fait éliminer par Umaga arrivé en 14e position sur un samoan spike.
le 4 février Holly et Cody Rhodes affrontent et battent Lance Cade et Trevor Murdoch assez facilement. Cependant Carlito et Santino Marella arrivent à la fin du match et se proclamment challengers numéro 1.
À Night of Champions 2008 lui et Cody Rhodes défendent leur titre de champion Tag Team contre Ted DiBiase, Jr et un adversaire mystère.
Cet adversaire n'est autre que son partenaire Cody Rhodes qui trahit Holly et conserve sa ceinture de champions du monde par équipe et la faire gagner à Ted DiBiase. Harcore Holly est blessé pendant 5 mois et suit une cure de désintoxication.
Le 16 janvier 2009, la WWE met fin à son contrat après 15 ans passés dans la compagnie.

#### Varsity Pro Wrestling (2009)
Holly a fait ses débuts pour le groupe de lutte UKs premier mai 2009, en remplacement de bon ami, Billy Gunn et sort vainqueur d'un match contre le TLC Kid Royaume-Uni.
Holly retourné pour la prochaine tournée de l'organisation en août, en face et vaincre le guerrier zoulou lors de l'événement Portsmouth Guildhall. En outre, il a offert son soutien à "Devon Powerhouse" Chris Andrews, qui a été créé pour faire face aux enfants du Royaume-Uni dans une cage match événement principal. Au point culminant de ce match, avec une impuissance liée Andrews dans les cordes et le Kid sur le point de le frapper avec une chaise, Holly a fait son chemin au bord du ring et dans la cage. Après avoir pris la présidence de l'écart de l'enfant au Royaume-Uni, il a choqué tous les participants en offrant une raclée à un ensanglanté Andrews, en envoyant le message "ne pas faire confiance à personne" à la superstar la hausse.
En octobre 2009, Holly et le Kid du Royaume-Uni ont révélé leur «Alliance de l'Atlantique" et a pris Andrews et le Road Dogg, respectivement, dans les matchs de simple. Le Kid UK défait Road Dogg avec l'aide de Holly et plus tard, dans le dernier combat de la soirée, l'assistance réciproque Holly en s'ingérant dans "Hardcore" match avec Andrews, causant une perte disqualification pour Holly. The Road Dogg se précipita à l'aide d'Andrews et un défi a été prorogé pour une rencontre par équipe sur le prochain spectacle Portsmouth.
Le combat tag, arrangé pour février 2010, s'est heurtée à un barrage routier lorsque Road Dogg a été incapable de faire le spectacle, mais, à sa place, l'ancien partenaire de l'équipe tag Billy Gunn a introduit le cercle histoire en faisant équipe avec Andrews à tenir son "bon ami" Bob compte de sa liaison avec le Royaume-Uni Kid Holly. Gunn et Andrews battait Holly et The Kid Royaume-Uni quand Gunn a effectué le tombé Holly.
Le lendemain, à Basingstoke, Holly battait Jake McCluskey avant d'être une partie de l'équipe perdante dans un match de six hommes tag, qui a opposé Holly, Rob Holte et le Kid Royaume-Uni contre McCluskey, Chris Andrews et Billy Gunn.
En plus de son travail dans le ring avec VPW, Holly a également entraîné un certain nombre de sessions de formation pour l'École VPW d'excellence.

## Carrière de pilote de stock-car
Howard participe à des courses de stock-car dans les années 1990. En 1995, il participe à une des manches du championnat All Pro Series de la NASCAR sur le Mobile International Speedway (en) au volant d'une voiture aux couleurs de la World Wrestling Federation. Il se classe 16e de la course.

## Palmarès
- Kamikaze Pro
  - 1 fois champion de la Kamikaze Pro[39]

- World Wrestling Entertainment
  - 6 fois WWF Hardcore Championship[40]
  - 3 fois WWE World Tag Team Championship avec 1-2-3 Kid (1), Crash Holly (1) et Cody Rhodes (1)[41]
  - 1 fois WWF Intercontinental Championship (non reconnu par la WWE)
  - Vainqueur de la Bataille Royale Hardcore à Wrestlemania 2000[42]

- World Wrestling Organization
  - 1 fois WWO United States Heavyweight Championship
  - 1 fois WWO Tag Team Championship avec Ron Starr

- National Wrestling Alliance
  - 1 fois NWA World Tag Team Championship avec Bodacious Bart
- Under The Lights
  - 1 fois UTL Lights Out Championship